# Bente Skari
Bente Skari z d. Martinsen (ur. 10 września 1972 r. w Oslo) – norweska biegaczka narciarska, pięciokrotna medalistka olimpijska, siedmiokrotna medalistka mistrzostw świata, czterokrotna zdobywczyni Pucharu Świata.

## Kariera
Urodziła się w Oslo, jednak wychowała się w Nittedal. Pierwotnie trenowała pod okiem swojego ojca Odda Martinsena, utytułowanego biegacza narciarskiego, później dołączyła do klubu Nittedal Idrettslag. W 1990 roku wystąpiła na mistrzostwach świata juniorów w Les Saisies, gdzie była siódma w sztafecie i piętnasta w biegu na 15 km stylem dowolnym. Na rozgrywanych rok później mistrzostwach świata juniorów w Reit im Winkl zdobyła złoty medal w sztafecie, a w biegu na 5 km stylem klasycznym była trzynasta. Wystąpiła też na mistrzostwach świata juniorów w Vuokatti w 1992 roku, gdzie była druga w biegu na 5 km techniką klasyczną.
W Pucharze Świata w biegach narciarskich zadebiutowała w sezonie 1991/1992. Pierwszy raz stanęła na podium zawodów PŚ w sezonie 1996/1997 zajmując drugie miejsce w Oberstdorfie w biegu na 10 km techniką klasyczną. Sezon ten zakończyła na szóstym miejscu w klasyfikacji generalnej, a w klasyfikacji sprintu była czwarta. W każdym kolejnym sezonie startów, aż do 2003 r. zajmowała miejsca na podium, zawsze wygrywając przynajmniej trzy razy. Łącznie wygrała 42 zawody, a 60 razy stawała na podium. Najlepsze wyniki osiągała w sezonach 1998/1999, 1999/2000 i 2001/2002, kiedy to triumfowała w klasyfikacji generalnej oraz w klasyfikacji sprintu. Również w sezonie 2002/2003 zwyciężyła w klasyfikacji generalnej, natomiast w klasyfikacji sprintu była druga. Ponadto w sezonach 1997/1998 i 2000/2001 była druga w klasyfikacji generalnej, a w klasyfikacji sprintu zdobywała małą kryształową kulę.
Igrzyska olimpijskie w Lillehammer w 1994 r. były jej olimpijskim debiutem. Zajęła tam 20. miejsce w biegu na 15 km technika dowolną. Pierwsze sukcesy osiągnęła podczas igrzysk w Nagano. Wraz z Marit Mikkelsplass, Elin Nilsen i Anitą Moen zdobyła srebrny medal w sztafecie 4 × 5 km. Ponadto na tych samych igrzyskach wywalczyła brązowy medal w biegu na 5 km techniką klasyczną. Najlepsze wyniki uzyskała jednak na igrzyskach olimpijskich w Salt Lake City w 2002 r. Wspólnie z Marit Bjørgen, Hilde Gjermundshaug Pedersen i Anitą Moen ponownie zdobyła srebrny medal w sztafecie. Ponadto zdobyła złoty medal w biegu na 10 km stylem klasycznym oraz brązowy medal w biegu na 30 km również rozgrywanym stylem klasycznym. Na późniejszych igrzyskach już nie startowała.
W 1995 r. zadebiutowała na mistrzostwach świata biorąc udział w mistrzostwach w Thunder Bay. Zajęła tam 13. miejsce w biegu na 15 km technika klasyczną. Dwa lata później, podczas mistrzostw świata w Trondheim zdobyła swój pierwszy medal zajmując wraz z Marit Mikkelsplass, Elin Nilsen i Trude Dybendahl drugie miejsce w sztafecie 4 × 5 km. Na mistrzostwach świata w Ramsau zdobyła swój pierwszy indywidualny medal wygrywając bieg na 5 km stylem klasycznym. Mistrzostwa świata w Lahti w 2001 r. były jej najbardziej udaną imprezą. Zdobyła złote medale w biegach na 10 km oraz 15 km techniką klasyczną, a razem z Moen, Nilsen i Pedersen zdobyła srebrny medal w sztafecie. Dwa złote medale wywalczyła również podczas mistrzostw świata w Val di Fiemme. Obroniła tam oba tytuły wywalczone dwa lata wcześniej w Lahti.
W 2001 r. została nagrodzona medalem Holmenkollen wraz ze swoim rodakiem, również biegaczem narciarskim, Thomasem Alsgaardem oraz polskim skoczkiem narciarskim Adamem Małyszem. Jej ojciec - Odd Martinsen zdobył to samo wyróżnienie w 1969 r. Bente pozostaje jedną z najbardziej utytułowanych biegaczek narciarskich w historii.
W 2003 r. zakończyła karierę w wieku zaledwie 30 lat. Powodem tej decyzji była chęć poświęcenia się rodzinie i zostania matką. Dodała, że po urodzeniu dziecka nie zamierza wracać do sportu, zapewniając przy tym, że nie jest w ciąży.

## Emerytura
W 2007 r. została mianowana administratorem zawodów FIS. Jest pierwszą kobietą z Norwegii pełniącą tę funkcję. Funkcję tę pełniła także podczas mistrzostw świata w narciarstwie klasycznym w Oslo w 2011 r. Uczestniczy także w programie Norweskiego Związku Narciarskiego, którego celem jest promowanie kobiet na różnych stanowiskach. W czasie Tour de Ski 2007/2008 była delegatem technicznym w czasie zawodów rozgrywanych w Czechach.
W 1999 r. wyszła za mąż za Geira Skari’ego, z którym ma dwoje dzieci: syna Filipa i córkę Odę. Mieszkają w Nittedal. W jednym z wywiadów powiedziała, że wciąż trenuje 3-4 razy w tygodniu, ale nie chce już startować w profesjonalnych zawodach. Dodała także, że łatwiej jest zdobywać medale niż wychowywać dzieci.

## Osiągnięcia

### Igrzyska olimpijskie
| Miejsce | Dzień     | Rok  | Miejscowość    | Konkurencja             | Czas biegu | Strata  | Zwyciężczyni      |
| ------- | --------- | ---- | -------------- | ----------------------- | ---------- | ------- | ----------------- |
| 20.     | 13 lutego | 1994 | Lillehammer    | 15 km stylem dowolnym   | 39:44,5    | +4:50,5 | Manuela Di Centa  |
| 6.      | 8 lutego  | 1998 | Nagano         | 15 km stylem klasycznym | 46:55,4    | +1:23,6 | Olga Daniłowa     |
| 3.      | 10 lutego | 1998 | Nagano         | 5 km stylem klasycznym  | 17:37,9    | +11,5   | Łarisa Łazutina   |
| 9.      | 12 lutego | 1998 | Nagano         | 5+10 km pościgowy       | 46:06,9    | +1:04,2 | Łarisa Łazutina   |
| 2.      | 15 lutego | 1998 | Nagano         | Sztafeta 4 × 5 km       | 55:13,5    | 24,5    | Rosja             |
| 1.      | 12 lutego | 2002 | Salt Lake City | 10 km stylem klasycznym | 28:05,6    | -       | -                 |
| 6.      | 15 lutego | 2002 | Salt Lake City | 10 km łączony           | 25:09,9    | +4,3    | Beckie Scott      |
| 2.      | 21 lutego | 2002 | Salt Lake City | Sztafeta 4 × 5 km       | 49:30,6    | +1,3    | Niemcy            |
| 3.      | 24 lutego | 2002 | Salt Lake City | 30 km stylem klasycznym | 1:30:57,1  | +39,2   | Gabriella Paruzzi |

### Mistrzostwa świata
| Miejsce | Dzień     | Rok  | Miejscowość   | Konkurencja             | Czas biegu | Strata  | Zwyciężczyni                   |
| ------- | --------- | ---- | ------------- | ----------------------- | ---------- | ------- | ------------------------------ |
| 13.     | 10 marca  | 1995 | Thunder Bay   | 15 km stylem klasycznym | 41:27,5    | +3:09,8 | Łarisa Łazutina                |
| 8.      | 23 lutego | 1997 | Trondheim     | 5 km stylem klasycznym  | 13:32,7    | +13,9   | Jelena Välbe                   |
| 17.     | 24 lutego | 1997 | Trondheim     | 5+10 km pościgowy       | 39:13,5    | +1:55,3 | Stefania Belmondo Jelena Välbe |
| 2.      | 27 lutego | 1997 | Trondheim     | Sztafeta 4 × 5 km       | 56:40,2    | +16,0   | Rosja                          |
| 8.      | 23 lutego | 1997 | Trondheim     | 30 km stylem klasycznym | 13:32,7    | +2:28,7 | Jelena Välbe                   |
| 1.      | 22 lutego | 1999 | Ramsau        | 5 km stylem klasycznym  | 12:49,8    | -       | -                              |
| 8.      | 23 lutego | 1999 | Ramsau        | 5+10 km pościgowy       | 42:27,9    | +1:17,2 | Stefania Belmondo              |
| 4.      | 25 lutego | 1999 | Ramsau        | Sztafeta 4 × 5 km       | 53:05,9    | +2:10,8 | Rosja                          |
| 1.      | 15 lutego | 2001 | Lahti         | 15 km stylem klasycznym | 43:54,8    | -       | -                              |
| 5.      | 18 lutego | 2001 | Lahti         | 10 km łączony           | 28:06,1    | +18,8   | Virpi Kuitunen                 |
| 1.      | 20 lutego | 2001 | Lahti         | 10 km stylem klasycznym | 29:13,5    | -       | -                              |
| 15.     | 21 lutego | 2001 | Lahti         | Sprint stylem dowolnym  | 3:41,5     | -       | Pirjo Manninen                 |
| 2.      | 23 lutego | 2001 | Lahti         | Sztafeta 4 × 5 km       | 53:01,6    | +1:00,3 | Rosja                          |
| 1.      | 18 lutego | 2003 | Val di Fiemme | 15 km stylem klasycznym | 39:40,9    | -       | -                              |
| 1.      | 20 lutego | 2003 | Val di Fiemme | 10 km stylem klasycznym | 25:47,0    | -       | -                              |
| DNS     | 22 lutego | 2003 | Val di Fiemme | 10 km łączony           | 26:38,4    | -       | Kristina Šmigun                |

### Mistrzostwa świata juniorów
| Miejsce | Dzień    | Rok  | Miejscowość   | Konkurs                | Wynik     | Strata  | Zwyciężczyni        |
| ------- | -------- | ---- | ------------- | ---------------------- | --------- | ------- | ------------------- |
| 15.     | 29 marca | 1990 | Les Saisies   | 15 km stylem dowolnym  | 48:02,8   | +1:12,2 | Gabriele Heß        |
| 7.      | 31 marca | 1990 | Les Saisies   | Sztafeta 4 × 5 km      | 1:04:35,7 | +3:11,7 | ZSRR                |
| 13.     | 6 marca  | 1991 | Reit im Winkl | 5 km stylem klasycznym | 15:08,2   | +49,8   | Siri Halle          |
| 32.     | 8 marca  | 1991 | Reit im Winkl | 15 km stylem dowolnym  | 45:01,7   | +4:59,0 | Gabriele Heß        |
| 1.      | 10 marca | 1991 | Reit im Winkl | Sztafeta 4 × 5 km      | 57:59,7   | -       | -                   |
| 2.      | 18 marca | 1992 | Vuokatti      | 5 km stylem klasycznym | 14:39,3   | +10,5   | Kateřina Neumannová |
| 21.     | 22 marca | 1992 | Vuokatti      | 15 km stylem dowolnym  | 38:31,6   | +2:15,8 | Olga Korniejewa     |

### Puchar Świata

#### Miejsca w klasyfikacji generalnej
- sezon 1993/1994: 32.
- sezon 1994/1995: 25.
- sezon 1995/1996: 12.
- sezon 1996/1997: 6.
- sezon 1997/1998: 2.
- sezon 1998/1999: 1.
- sezon 1999/2000: 1.
- sezon 2000/2001: 2.
- sezon 2001/2002: 1.
- sezon 2002/2003: 1.

#### Zwycięstwa w zawodach Pucharu Świata
| Nr  | Dzień        | Rok  | Miejscowość            | Konkurencja              | Czas biegu | Przypisy |
| --- | ------------ | ---- | ---------------------- | ------------------------ | ---------- | -------- |
| 1.  | 10 grudnia   | 1997 | Mediolan               | Sprint stylem dowolnym   | –          | –        |
| 2.  | 13 grudnia   | 1997 | Val di Fiemme          | 5 km stylem klasycznym   | 13:28,7    | –        |
| 3.  | 9 stycznia   | 1998 | Ramsau                 | 5 km stylem klasycznym   | 12:54,4    | –        |
| 4.  | 13 grudnia   | 1998 | Dobbiaco               | 10 km stylem klasycznym  | 41:50,7    | –        |
| 5.  | 27 grudnia   | 1998 | Garmisch-Partenkirchen | Sprint stylem dowolnym   | -          | -        |
| 6.  | 28 grudnia   | 1998 | Engelberg              | Sprint stylem dowolnym   | -          | -        |
| 7.  | 29 grudnia   | 1998 | Kitzbühel              | Sprint stylem dowolnym   | -          | -        |
| 8.  | 5 stycznia   | 1999 | Otepää                 | 10 km stylem klasycznym  | 30:08,6    | -        |
| 9.  | 9 stycznia   | 1999 | Nové Město             | 10 km stylem klasycznym  | 30:57,4    | -        |
| 10. | 22 lutego    | 1999 | Ramsau                 | 5 km stylem klasycznym   | 12:49,8    | –        |
| 11. | 27 listopada | 1999 | Kiruna                 | 5 km stylem klasycznym   | 14:22,0    | –        |
| 12. | 29 grudnia   | 1999 | Kitzbühel              | Sprint stylem dowolnym   | –          | –        |
| 13. | 28 lutego    | 2000 | Sztokholm              | Sprint stylem klasycznym | –          | –        |
| 14. | 8 marca      | 2000 | Oslo                   | Sprint stylem klasycznym | –          | –        |
| 15. | 17 marca     | 2000 | Bormio                 | 5 km stylem klasycznym   | 14:09,1    | –        |
| 16. | 25 listopada | 2000 | Beitostølen            | 10 km stylem klasycznym  | 26:30,2    | –        |
| 17. | 16 grudnia   | 2000 | Brusson                | 10 km stylem klasycznym  | 27:39,2    | –        |
| 18. | 28 grudnia   | 2000 | Engelberg              | Sprint stylem klasycznym | –          | –        |
| 19. | 14 stycznia  | 2001 | Soldier Hollow         | 10 km stylem dowolnym    | –          | –        |
| 20. | 1 lutego     | 2001 | Asiago                 | Sprint stylem dowolnym   | –          | –        |
| 21. | 10 lutego    | 2001 | Otepää                 | 5 km stylem klasycznym   | 13:08,8    | –        |
| 22. | 24 listopada | 2001 | Kuopio                 | 10 km stylem klasycznym  | 28:52,6    | –        |
| 23. | 8 grudnia    | 2001 | Cogne                  | 5 km stylem klasycznym   | 14:20,4    | –        |
| 24. | 15 grudnia   | 2001 | Davos                  | 10 km stylem klasycznym  | 30:01,5    | –        |
| 25. | 19 grudnia   | 2001 | Asiago                 | Sprint stylem klasycznym | –          | –        |
| 26. | 8 stycznia   | 2002 | Val di Fiemme          | 15 km stylem klasycznym  | 40:37,4    | –        |
| 27. | 5 marca      | 2002 | Sztokholm              | Sprint stylem klasycznym | –          | –        |
| 28. | 13 marca     | 2002 | Oslo                   | Sprint stylem klasycznym | –          | –        |
| 29. | 30 listopada | 2002 | Ruka                   | 10 km stylem klasycznym  | 28:23,7    | –        |
| 30. | 7 grudnia    | 2002 | Davos                  | 10 km stylem dowolnym    | 26:39,5    | –        |
| 31. | 14 grudnia   | 2002 | Cogne                  | 15 km stylem klasycznym  | 44:13,2    | –        |
| 32. | 15 grudnia   | 2002 | Cogne                  | Sprint stylem klasycznym | –          | –        |
| 33. | 21 grudnia   | 2002 | Ramsau                 | 10 km łączony            | 27:59,7    | –        |
| 34. | 12 stycznia  | 2003 | Otepää                 | 15 km stylem klasycznym  | 42:38,1    | –        |
| 35. | 18 stycznia  | 2003 | Nové Město             | 10 km stylem dowolnym    | 25:11,8    | –        |
| 36. | 25 stycznia  | 2003 | Oberhof                | 10 km stylem klasycznym  | 28:37,5    | –        |
| 37. | 15 lutego    | 2003 | Asiago                 | 5 km stylem klasycznym   | 13:16,7    | –        |
| 38. | 6 marca      | 2003 | Oslo                   | Sprint stylem klasycznym | –          | –        |
| 39. | 8 marca      | 2003 | Oslo                   | 30 km stylem klasycznym  | 1:21:45,4  | –        |
| 40. | 11 marca     | 2003 | Drammen                | Sprint stylem klasycznym | –          | –        |
| 41. | 20 marca     | 2003 | Borlänge               | Sprint stylem dowolnym   | –          | –        |
| 42. | 22 marca     | 2003 | Falun                  | 10 km łączony            | 32:30,2    | –        |

#### Miejsca na podium
| Nr  | Dzień        | Rok  | Miejscowość            | Konkurencja              | Czas biegu | Strata  | Miejsce | Zwycięzca          |
| --- | ------------ | ---- | ---------------------- | ------------------------ | ---------- | ------- | ------- | ------------------ |
| 1.  | 18 grudnia   | 1996 | Oberstdorf             | 10 km stylem klasycznym  | 29:23,1    | +24,5   | 2       | Trude Dybendahl    |
| 2.  | 11 marca     | 1997 | Sunne                  | Sprint stylem dowolnym   | -          | -       | 3       | Trude Dybendahl    |
| 3.  | 22 listopada | 1997 | Beitostølen            | 5 km stylem klasycznym   | 12:52,0    | +9,8    | 2       | Łarisa Łazutina    |
| 4.  | 10 grudnia   | 1997 | Mediolan               | Sprint stylem dowolnym   | –          | -       | 1       | -                  |
| 5.  | 13 grudnia   | 1997 | Val di Fiemme          | 5 km stylem klasycznym   | 13:28,7    | -       | 1       | -                  |
| 6.  | 8 stycznia   | 1998 | Ramsau                 | 10 km stylem klasycznym  | 26:51,4    | +16,7   | 2       | Marit Mikkelsplass |
| 7.  | 9 stycznia   | 1998 | Ramsau                 | 5 km stylem klasycznym   | 12:54,4    | -       | 1       | -                  |
| 8.  | 10 grudnia   | 1998 | Mediolan               | Sprint stylem dowolnym   | -          | -       | 3       | Anita Moen         |
| 9.  | 13 grudnia   | 1998 | Dobbiaco               | 10 km stylem klasycznym  | 41:50,7    | -       | 1       | -                  |
| 10. | 18 grudnia   | 1998 | Davos                  | 15 km stylem klasycznym  | 41:11,0    | +0,2    | 2       | Olga Daniłowa      |
| 11. | 27 grudnia   | 1998 | Garmisch-Partenkirchen | Sprint stylem dowolnym   | -          | -       | 1       | -                  |
| 12. | 28 grudnia   | 1998 | Engelberg              | Sprint stylem dowolnym   | -          | -       | 1       | -                  |
| 13. | 29 grudnia   | 1998 | Kitzbühel              | Sprint stylem dowolnym   | -          | -       | 1       | -                  |
| 14. | 5 stycznia   | 1999 | Otepää                 | 10 km stylem klasycznym  | 30:08,6    | -       | 1       | -                  |
| 15. | 9 stycznia   | 1999 | Nové Město             | 10 km stylem klasycznym  | 30:57,4    | -       | 1       | -                  |
| 16. | 22 lutego    | 1999 | Ramsau                 | 5 km stylem klasycznym   | 12:49,8    | -       | 1       | -                  |
| 17. | 7 marca      | 1999 | Lahti                  | 10 km stylem klasycznym  | 29:15,6    | +16,8   | 2       | Łarisa Łazutina    |
| 18. | 27 listopada | 1999 | Kiruna                 | 5 km stylem klasycznym   | 14:22,0    | -       | 1       | -                  |
| 19. | 18 grudnia   | 1999 | Davos                  | 15 km stylem klasycznym  | 42:36,6    | +20,1   | 3       | Olga Daniłowa      |
| 20. | 28 grudnia   | 1999 | Garmisch-Partenkirchen | Sprint stylem dowolnym   | -          | -       | 2       | Kristina Šmigun    |
| 21. | 29 grudnia   | 1999 | Kitzbühel              | Sprint stylem dowolnym   | –          | -       | 1       | -                  |
| 22. | 12 stycznia  | 2000 | Nové Město             | 10 km stylem klasycznym  | 29:59,0    | +6,7    | 3       | Łarisa Łazutina    |
| 23. | 28 lutego    | 2000 | Sztokholm              | Sprint stylem klasycznym | –          | -       | 1       | -                  |
| 24. | 3 marca      | 2000 | Lahti                  | Sprint stylem dowolnym   | -          | -       | 2       | Kristina Šmigun    |
| 25. | 5 marca      | 2000 | Lahti                  | 15 km stylem klasycznym  | 41:16,1    | +21,9   | 2       | Larisa Łazutina    |
| 26. | 8 marca      | 2000 | Oslo                   | Sprint stylem klasycznym | –          | -       | 1       | -                  |
| 27. | 17 marca     | 2000 | Bormio                 | 5 km stylem klasycznym   | 14:09,1    | -       | 1       | -                  |
| 28. | 25 listopada | 2000 | Beitostølen            | 10 km stylem klasycznym  | 26:30,2    | -       | 1       | -                  |
| 29. | 16 grudnia   | 2000 | Brusson                | 10 km stylem klasycznym  | 27:39,2    | -       | 1       | -                  |
| 30. | 20 grudnia   | 2000 | Davos                  | 15 km stylem klasycznym  | 42:49,9    | +3,2    | 2       | Julija Czepałowa   |
| 31. | 28 grudnia   | 2000 | Engelberg              | Sprint stylem klasycznym | –          | -       | 1       | -                  |
| 32. | 14 stycznia  | 2001 | Soldier Hollow         | 10 km stylem dowolnym    | –          | -       | 1       | -                  |
| 33. | 1 lutego     | 2001 | Asiago                 | Sprint stylem dowolnym   | –          | -       | 1       | -                  |
| 34. | 10 lutego    | 2001 | Otepää                 | 5 km stylem klasycznym   | 13:08,8    | -       | 1       | -                  |
| 35. | 7 marca      | 2001 | Oslo                   | Sprint stylem klasycznym | -          | -       | 2       | Pirjo Manninen     |
| 36. | 10 marca     | 2001 | Oslo                   | 30 km stylem klasycznym  | 1:27:50,2  | +1:00,1 | 2       | Łarisa Łazutina    |
| 37. | 18 marca     | 2001 | Falun                  | 10 km stylem klasycznym  | 27:12,9    | +10,7   | 2       | Łarisa Łazutina    |
| 38. | 24 listopada | 2001 | Kuopio                 | 10 km stylem klasycznym  | 28:52,6    | -       | 1       | -                  |
| 39. | 8 grudnia    | 2001 | Cogne                  | 5 km stylem klasycznym   | 14:20,4    | -       | 1       | -                  |
| 40. | 15 grudnia   | 2001 | Davos                  | 10 km stylem klasycznym  | 30:01,5    | -       | 1       | -                  |
| 41. | 19 grudnia   | 2001 | Asiago                 | Sprint stylem klasycznym | –          | -       | 1       | -                  |
| 42. | 5 stycznia   | 2002 | Val di Fiemme          | 10 km łączony            | 25:42,1    | +4,1    | 2       | Olga Daniłowa      |
| 43. | 8 stycznia   | 2002 | Val di Fiemme          | 15 km stylem klasycznym  | 40:37,4    | -       | 1       | -                  |
| 44. | 5 marca      | 2002 | Sztokholm              | Sprint stylem klasycznym | –          | -       | 1       | -                  |
| 45. | 13 marca     | 2002 | Oslo                   | Sprint stylem klasycznym | –          | -       | 1       | -                  |
| 46. | 30 listopada | 2002 | Ruka                   | 10 km stylem klasycznym  | 28:23,7    | -       | 1       | -                  |
| 47. | 7 grudnia    | 2002 | Davos                  | 10 km stylem dowolnym    | 26:39,5    | -       | 1       | -                  |
| 48. | 14 grudnia   | 2002 | Cogne                  | 15 km stylem klasycznym  | 44:13,2    | -       | 1       | -                  |
| 49. | 15 grudnia   | 2002 | Cogne                  | Sprint stylem klasycznym | –          | -       | 1       | -                  |
| 50. | 21 grudnia   | 2002 | Ramsau                 | 10 km łączony            | 27:59,7    | -       | 1       | -                  |
| 51. | 12 stycznia  | 2003 | Otepää                 | 15 km stylem klasycznym  | 42:38,1    | -       | 1       | -                  |
| 52. | 18 stycznia  | 2003 | Nové Město             | 10 km stylem dowolnym    | 25:11,8    | -       | 1       | -                  |
| 53. | 25 stycznia  | 2003 | Oberhof                | 10 km stylem klasycznym  | 28:37,5    | -       | 1       | -                  |
| 54. | 15 lutego    | 2003 | Asiago                 | 5 km stylem klasycznym   | 13:16,7    | -       | 1       | -                  |
| 55. | 6 marca      | 2003 | Oslo                   | Sprint stylem klasycznym | –          | -       | 1       | -                  |
| 56. | 8 marca      | 2003 | Oslo                   | 30 km stylem klasycznym  | 1:21:45,4  | -       | 1       | -                  |
| 57. | 11 marca     | 2003 | Drammen                | Sprint stylem klasycznym | –          | -       | 1       | -                  |
| 58. | 16 marca     | 2003 | Lahti                  | 10 km stylem dowolnym    | 26:16,9    | +1,6    | 3       | Gabriella Paruzzi  |
| 59. | 20 marca     | 2003 | Borlänge               | Sprint stylem dowolnym   | –          | -       | 1       | -                  |
| 60. | 22 marca     | 2003 | Falun                  | 10 km łączony            | 32:30,2    | -       | 1       | -                  |